# Вознесенівська площа (Запоріжжя)
Вознесенівський майдан — майдан у Вознесенівському районі міста Запоріжжя. Знаходиться перед входом до каскадів фонтанів «Райдуга» і Вознесенівського парку.

## Історія
У 1989 році тривали обговорення щодо назви безіменної площі наприкінці проспекту Маяковського біля Запорізького державного медичного університету (ЗДМУ). Серед запропонованих варіантів були такі назви: Згоди, Інститутська, Медиків, імені Бехтерєва, Солідарності, Правди, Святкова, Дружби народів.
22 лютого 1990 року Запорізька міська рада ухвалила рішення щодо присвоєння назви, в результаті площа отримала назву — Вознесенівська.